# Mike Phillips (cestista)
Michael Charles Phillips, detto Mike (Akron, 24 marzo 1956 – Madisonville, 25 aprile 2015), è stato un cestista statunitense, professionista in Spagna.

## Carriera
Venne selezionato dai New Jersey Nets al terzo giro del Draft NBA 1978 (45ª scelta assoluta).

## Palmarès
- Campione NCAA (1978)
- Campionato spagnolo: 1

Barcellona: 1980-81
- Copa del Rey: 2

Barcellona: 1981, 1982
- Liga catalana: 1

Barcellona: 1981